# Wohnhausgruppe Blumenthalstraße

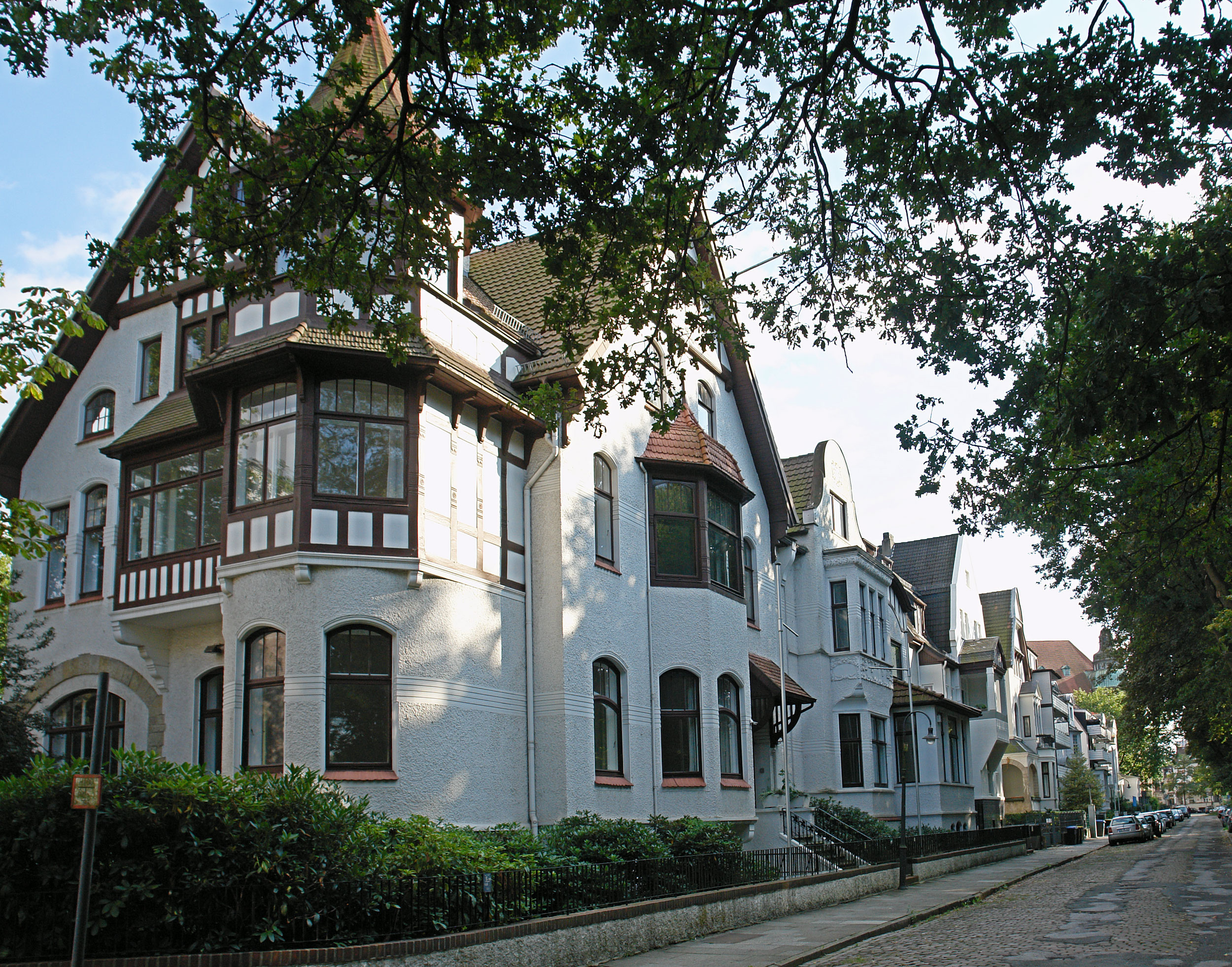
Wohnhausgruppe Blumenthalstraße 16-12A

Die Wohnhausgruppe Blumenthalstraße in Bremen, Stadtteil Schwachhausen, Ortsteil Barkhof, Blumenthalstraße 7–16, Parkstraße 120, entstand von 1904 bis 1910 nach Plänen von Wilhelm Blanke. Diese Gebäudegruppe steht seit 1980 unter Bremer Denkmalschutz.
Die kurze Blumenthalstraße führt in Nord-Süd-Richtung von der Parkstraße über die Hermann-Böse-Straße  bis zur Hohenlohestraße. Sie wurde benannt nach dem preußischen Generalfeldmarschall Leonhard von Blumenthal (1810–1900). An der Straße befindet sich auch das Hermann-Böse-Gymnasium von 1905.

## Geschichte
Die verputzten, zweigeschossigen Wohnhäuser mit Sattel- und Walmdächern wurden in der Epoche der Jahrhundertwende im Stil des Neoklassizismus für eine bürgerlich Oberschicht erbaut. Der oft gewählte Häusertyp Bremer Haus wurde in Bremen zwischen der Mitte des 19. Jahrhunderts und den 1930er Jahren errichtet. Typisch ist dabei das Souterrain als Tiefparterre, die tiefe Gebäudeform und der seitliche Eingang.
Das Landesamt für Denkmalpflege Bremen befand: „Durch städtebauliche Festsetzungen wurde damals sichergestellt, daß hier nur Häuser der Oberschicht mit einem sehr hohen architektonischen Anspruch entstehen konnten sowie daß das Gelände des ehemaligen Herdentorsfriedhofs zunächst nicht bebaut werden durfte.“
Zum Ensemble gehören die Häuser Koch (Nr. 7), Linck (Nr. 8), Lahusen (Nr. 10), Delius (Nr. 11), Marwede und Dubbers (Nr. 12A), Heye (Nr. 14), Biermann (Nr. 15), Lürman (Nr. 16).
- In  Nr. 10 wohnte der Reichsgerichtsrat Diedrich Lahusen;
- in Nr. 15 der Kaufmann, Kunstsammler und Mäzen Leopold Biermann, der sein Haus 1907 durch einen Wintergarten nach Plänen von Carl Eeg und Eduard Runge erweiterte; 1909 baute Rudolf Alexander Schröder innen das Haus um; das Haus ist zugleich als Einzeldenkmal geschützt; die Bibliothek befindet sich heute (2017) im Neuen Rathaus, 2. OG, Ostseite, im sog. Rudolf-Alexander-Schröder-Zimmer;
- in Nr. 16 Senator Friedrich August Theodor Lürman;  das Haus ist zugleich als Einzeldenkmal geschützt.

Die Häuser 9 und 12 sind Ensemble-Bestandteile ohne eigenen Denkmalwert.
Aktuell (2017) werden die Häuser für Wohnungen, als Büros sowie als Praxen genutzt. Zwei vier- bzw. fünfgeschossige neue Wohnhäuser stören die Geschlossenheit des Ensembles.

In Nr. 10 befinden sich der Verein für Innere Mission in Bremen, ein Haus der Diakonie, verschiedene ambulante Dienste, die Geschäftsstelle des Bremer Ökumenischen Wohnheims und eine Schwangerenberatung sowie Familienhilfe.

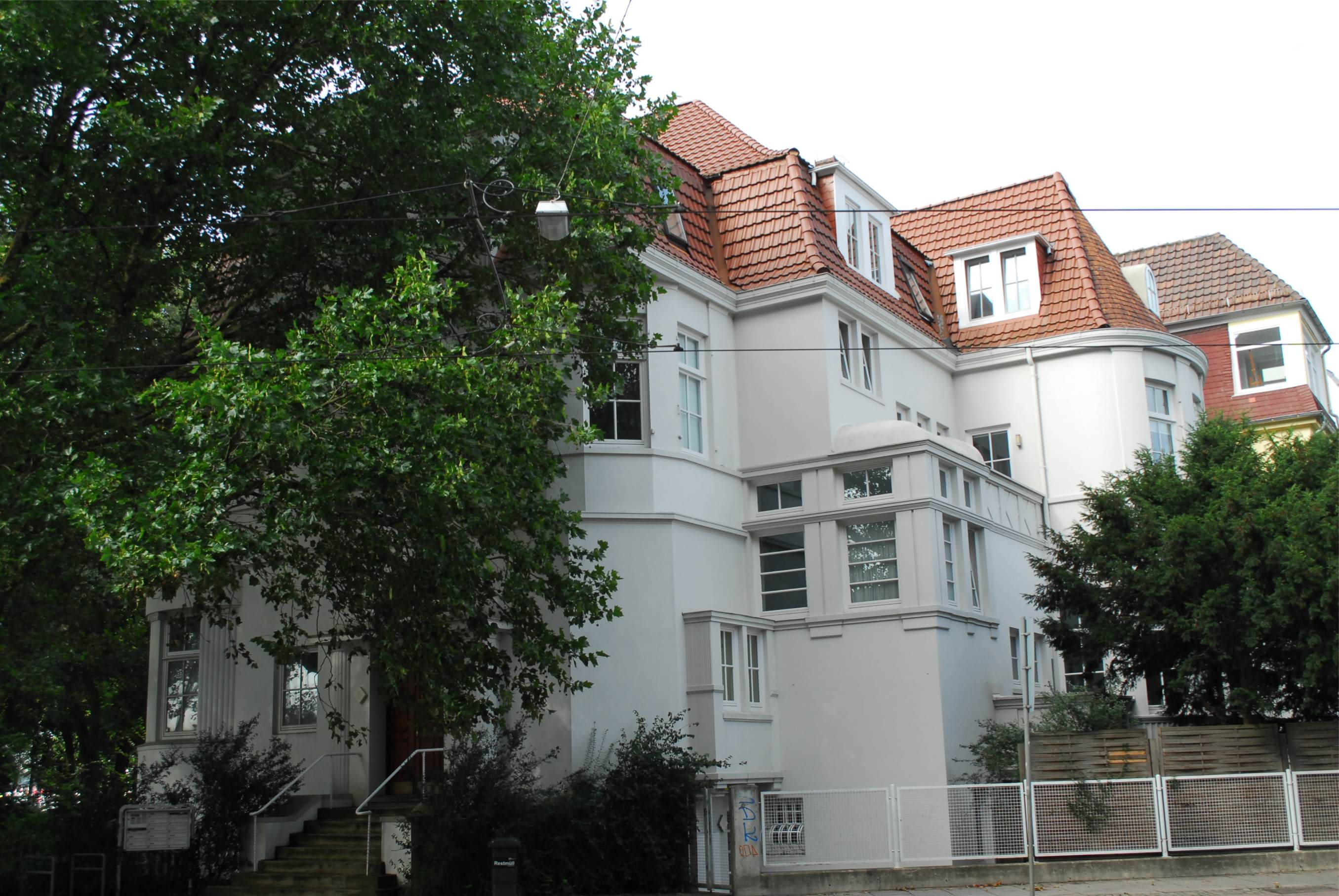
Nr. 7
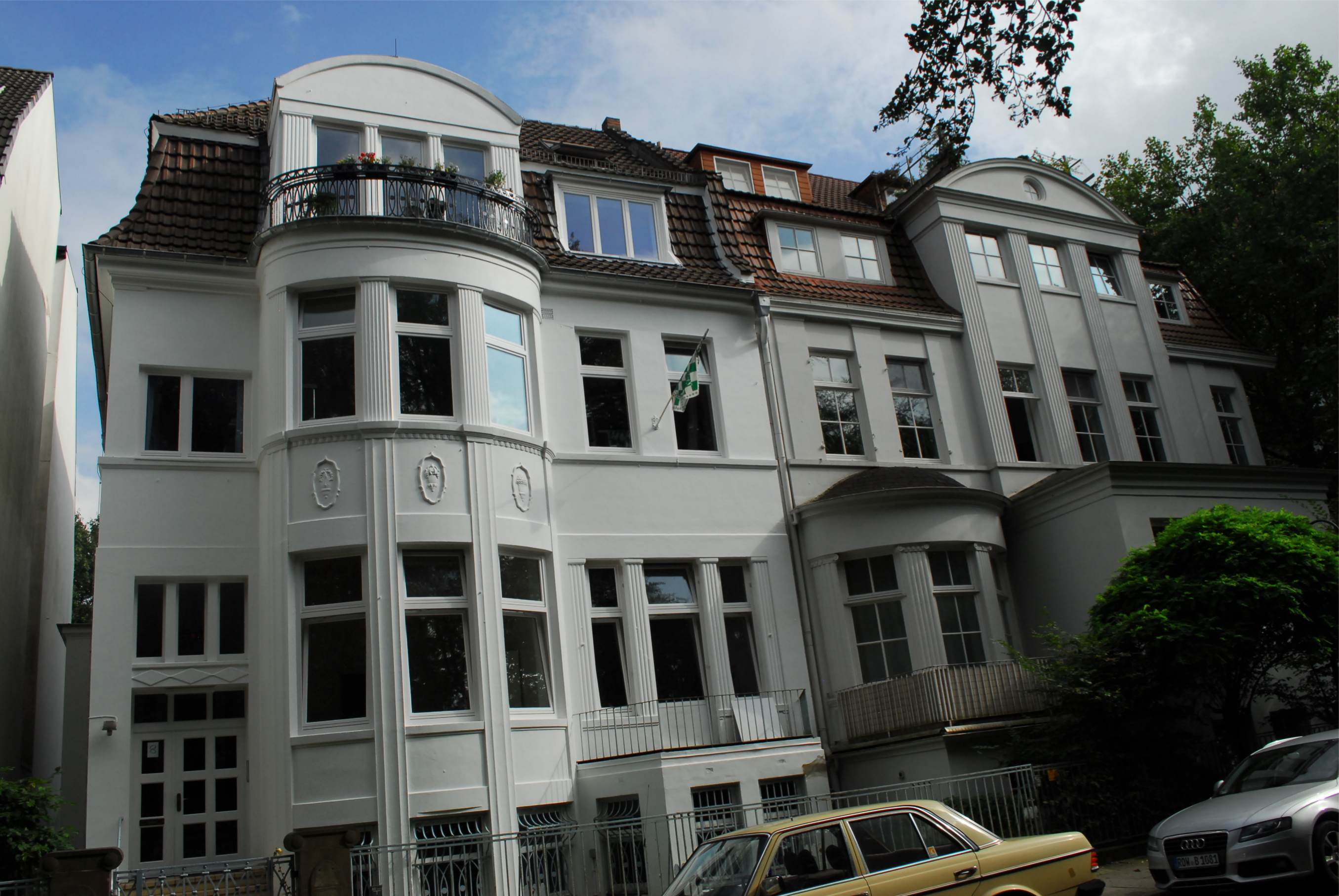
Nr. 8
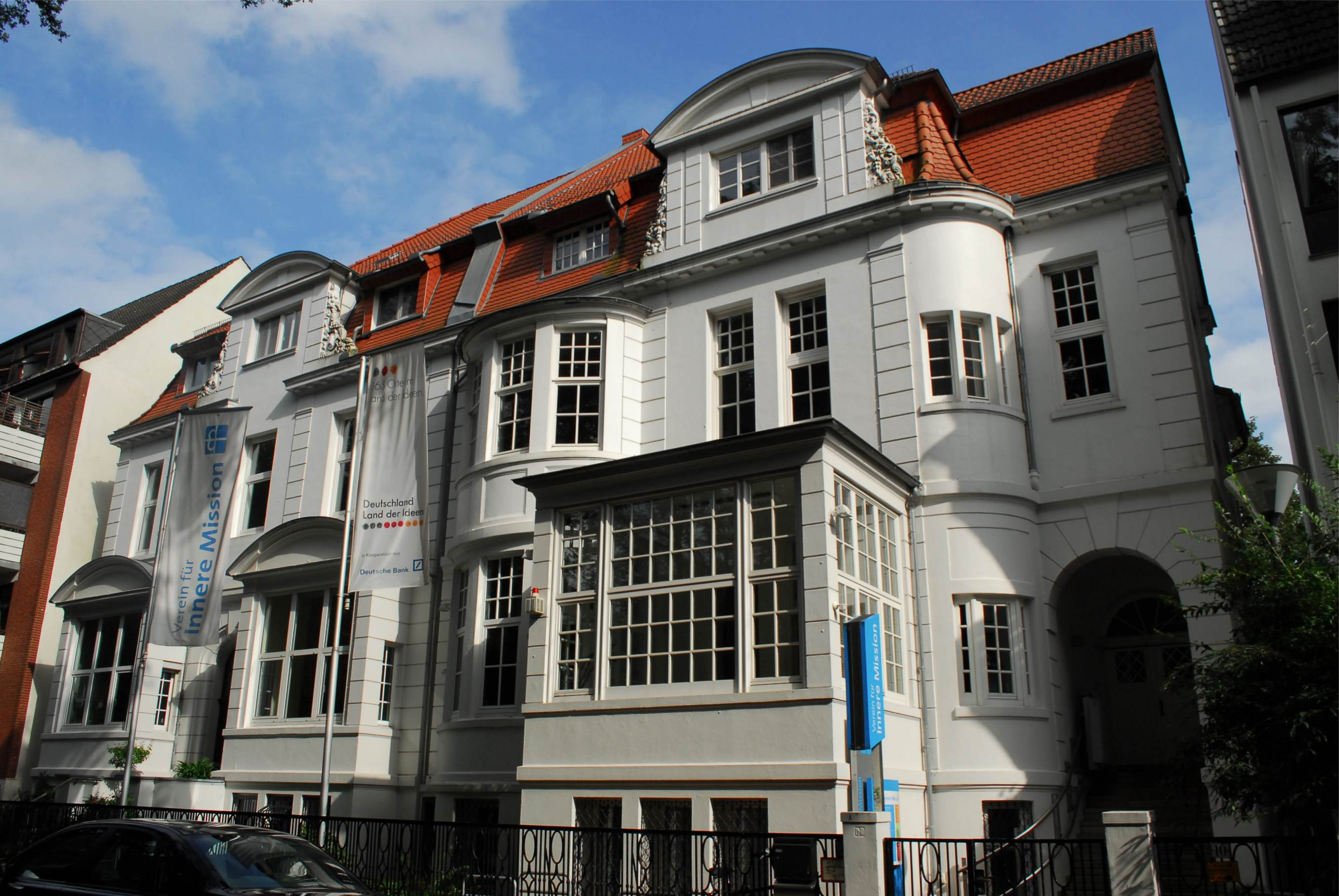
Nr. 10
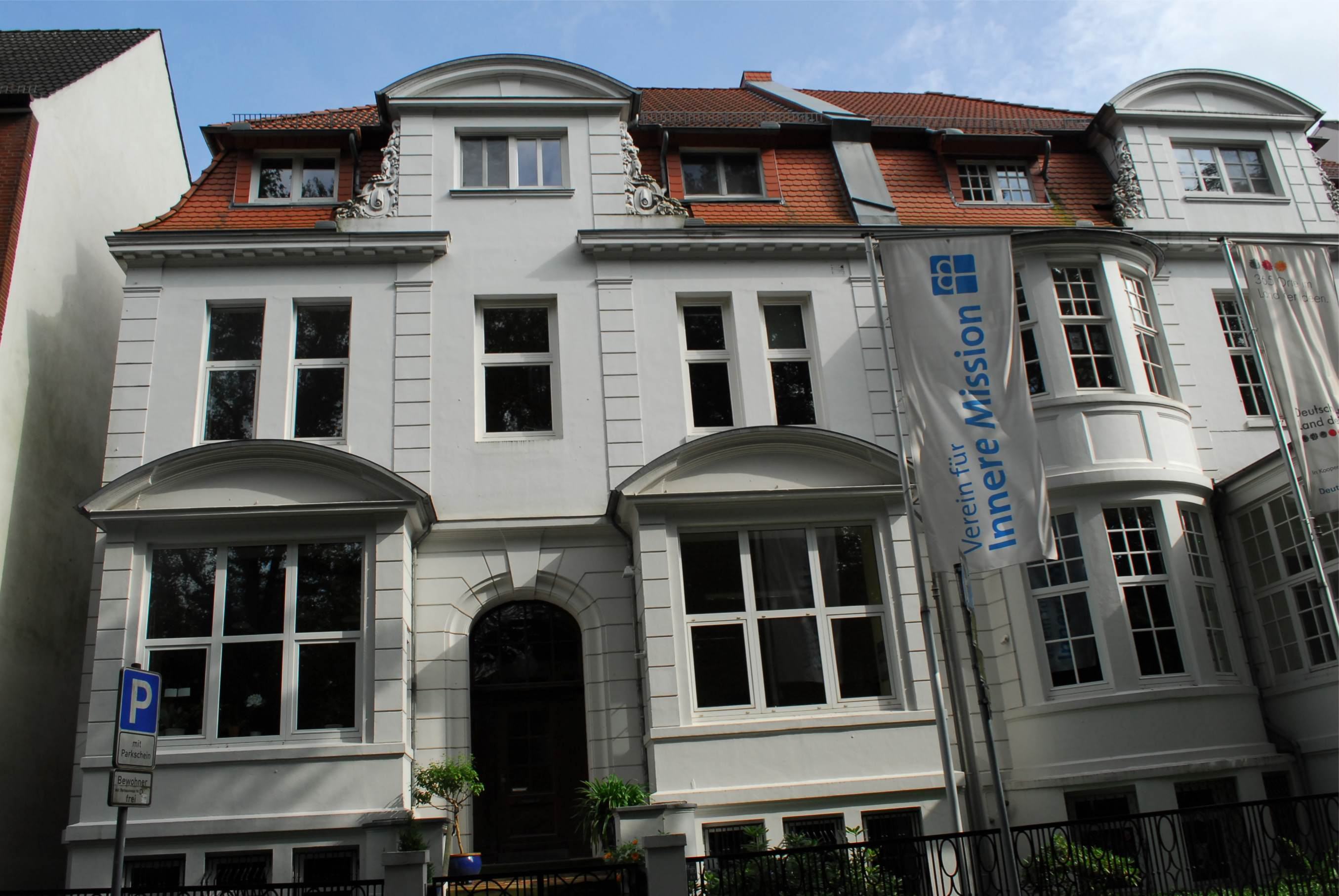
Nr. 11
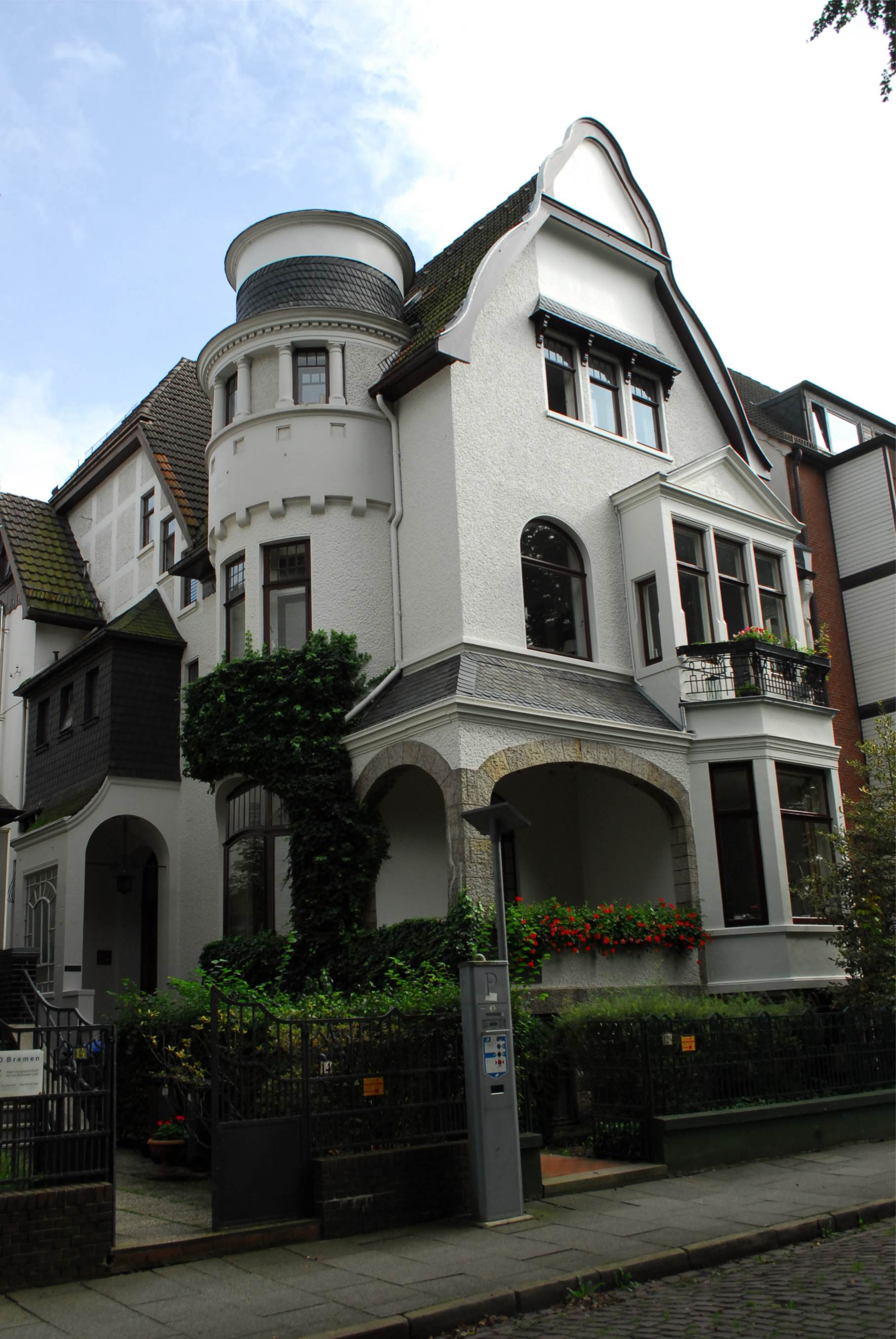
Nr. 12A
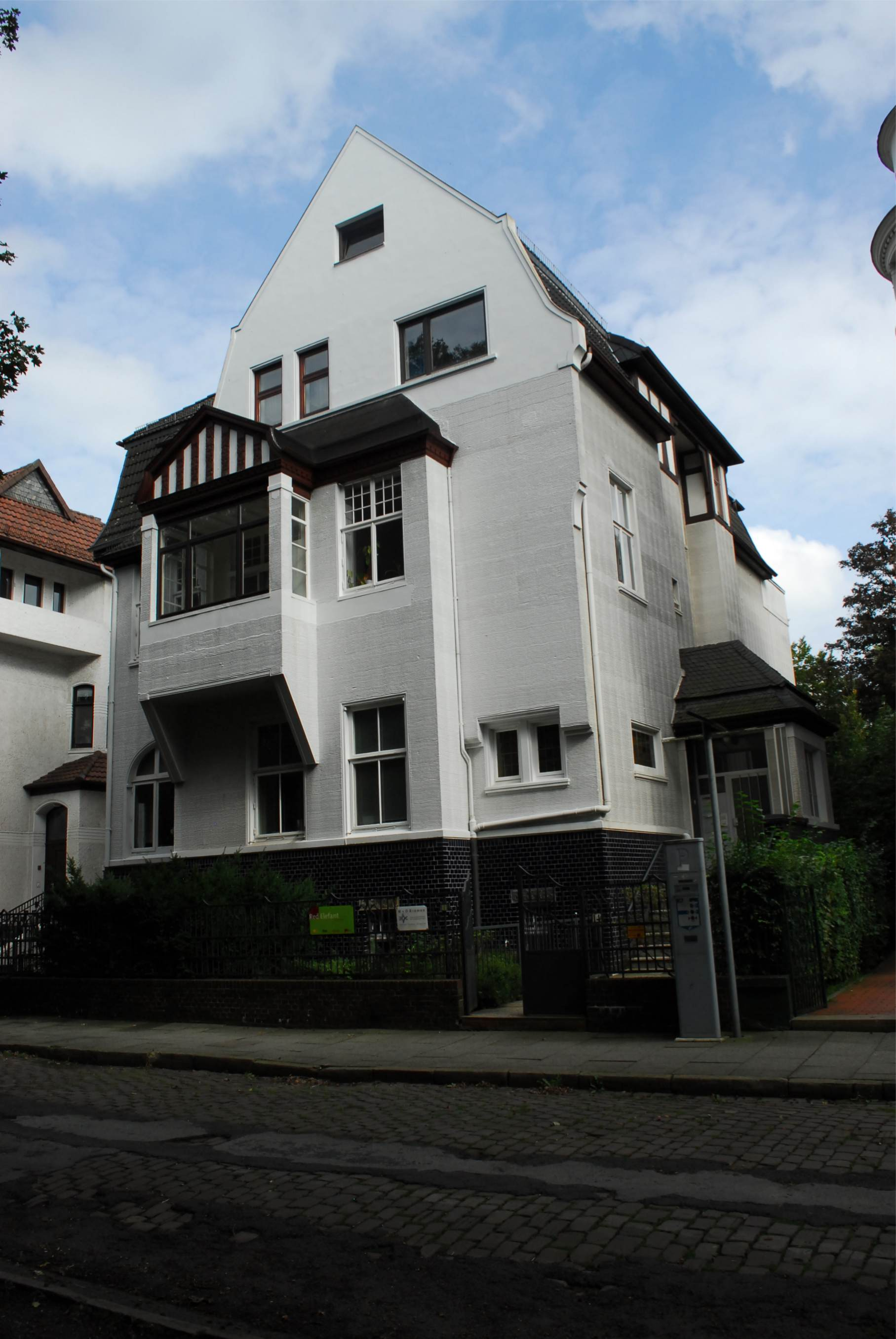
Nr. 14